# G 99-47
G 99-47 (獵戶座 V1201)是一顆位於獵戶座光譜分類為DAP8 (DAP8.9,或DAP8.7)的白矮星。G 99-47為第十近的白矮星，僅次於格利澤293、格利澤518、格利澤915等。
G 99-47的質量約為是0.71±0.03太陽質量;表面重力為108.20 ± 0.05 (1.58 · 108) cm·s−2,或大概為地球重力的162,000倍，對應半徑7711公里，或地球半徑的121%。溫度約5790K,幾乎和太陽的一樣；它的冷卻年齡，即退化恆星的年齡（不包括主序星和巨星的壽命）是3.97 Gyr。由於幾乎等於太陽的溫度，G 99-47應該呈現出與太陽幾乎相同的白色。白矮星具有強磁場，近地表測得的垂直分量為560 T。